# Intertotó-kupa
Az Intertotó-kupa egy nyári rendezésű labdarúgótorna volt. A tornát olyan európai csapatok részvételével rendeztek meg, amelyek nem indultak a két legfőbb UEFA-rendezvényen (UEFA-bajnokok ligája és UEFA-kupa). A rendezvényt a 2008-as kiírást követően szüntették meg. Az eddig az Intertotó-kupában indulási jogot szerző csapatok ezentúl az Európa-liga selejtezőjében játszhatnak.
A tornát az 1961–1962-es szezonban alapították, ám az UEFA csak 1995-ben vette át a rendezését.
A tornán bármelyik csapat szerepelhetett egy adott ország bajnokságából, amelyik a legjobb helyek egyikén végzett az idény végén. Nem feltétlenül kellett részt venni, ha egy másik UEFA-rendezvényen indulási jogot szerzett; ilyen esetekben a nemzeti szövetség választotta ki a jelentkező klubok közül a kupaindulót.
A kupa lehetőséget adott a kluboknak, hogy indulási jogot szerezzenek az UEFA-kupában, míg a totózóknak és sportfogadóknak lehetőséget biztosított a nyári holtszezonbeli fogadásokra. 1995-től a tornát az UEFA szervezésében rendezték meg, ettől kezdve az UEFA-kupa selejtezőiben biztosítottak indulást. Kezdetben két helyet biztosítottak; ezt egy év múlva háromra növelték; végül 2006-ban ismét növelték a helyek számát, ekkor 11-re.

## Története
Az Intertotó-kupa ötlete Ernst B. Thommentől, a FIFA későbbi elnökhelyettesétől és a vásárvárosok kupája alapítójától, valamint Karl Rappantól származik, aki a svájci labdarúgó-válogatottat az 1938-as, az osztrák labdarúgó-válogatottat pedig az 1954-es világbajnokságon irányította szövetségi kapitányként. A „kupa nélküliek kupáját” a svájci Sport című újságban reklámozták. A neve a „Toto” szóból származik, ami a német nyelvben a sportfogadás megfelelője.
Thommen (aki 1932-ben meghonosította a sportfogadást Svájcban) nagy érdeklődést mutatott a nyári szünetben való tétmérkőzések megrendezésére. Az UEFA eleinte húzódozott attól, hogy a szurkolók fogadásokat kössenek a tornára, azonban végül beleegyeztek az új torna megrendezésébe, ám nem tekintette hivatalos UEFA-rendezvénynek. Azoknak a kluboknak, amelyek kvalifikáltak valamelyik hivatalos klubtornára (bajnokcsapatok Európa-kupája, kupagyőztesek Európa-kupája), nem engedték meg a részvételt.
Az első tornát 1961-ben rendezték meg nemzetközi labdarúgókupa néven. Kezdetben a kupa csoportkörből és egyenes kieséses szakaszból állt. 1967-re a torna megrendezése túl bonyolulttá vált, ezért a kieséses szakaszt és a döntőt eltörölték, aminek következtében nem avattak végső győztest egy csapat személyében. Helyette a csoportgyőztesek 10 000 és 15 000 közötti svájci frank pénzjutalomban részesültek.
1995-re az UEFA újra átgondolta az álláspontját a kupával kapcsolatban, és felvette a hivatalos rendezvényeinek sorába, valamint átalakította a lebonyolítási rendszerét. A kezdetekben a két győztes kapott helyet az UEFA-kupa mezőnyében. Az egyik győztes, a FC Girondins de Bordeaux sikere (amely az 1995–1996-os UEFA-kupában döntőt játszott) arra buzdította az UEFA-t, hogy biztosítsanak egy harmadik helyet is 1996-tól kezdve.
Sok klub nem szerette a tornát, mivel úgy vélték, hogy akadályozza az új idényre való felkészülést. Ennek eredményeként nem jelölték magukat indulóknak, noha jogosultak lettek volna rá. Különösen 1995 után volt jellemző az angol csapatokra ez a hozzáállás, s miután három indulási jogot lehetett szerezni az UEFA-kupában, az összes angol első osztályú csapat visszautasította az indulást. Ezt követően az UEFA az európai kupaküzdelmektől való eltiltással fenyegette meg az angol csapatokat, így végül a helyzet megoldódott.
A következő években az UEFA lehetővé tette, hogy a nemzetek lemondjanak az Intertotó helyeikről. Például 1998-ban Skócia, San Marino és Moldova is lemondott a helyeiről, valamint Anglia, Portugália és Görögország is csak egy helyre tartott igényt a rendelkezésére álló kettőből, így fordulhatott elő, hogy az angol induló a Crystal Palace lett, amely a Premiership tabellájának végén fejezte be a bajnokságot. Más klubok az Intertotó-kupában váltak sikeressé. Az UEFA nem fogadta el azt az álláspontot, hogy hátrányt jelent az új idény előtt. Azt hangsúlyozták, hogy a 2004–2005-ös szezonban a 2004-es kiírás győztesei közül kettő is kvalifikálta magát a következő évi UEFA-bajnokok ligájába.
2007 decemberében az új UEFA elnök, Michel Platini megválasztását követően bejelentették, hogy az Intertotó-kupát megszüntetik 2009-re. A döntés része volt annak a folyamatnak, melyben az UEFA-kupa/UEFA-bajnokok ligája rendszerének megváltoztatásával kapcsolatos. Ezentúl az eddig innen kvalifikálók az Európa-liga selejtezőiben kapnak helyet, amely négy selejtezőfordulós lesz.

## Lebonyolítása
Amíg 1995-ben az UEFA nem vette át a torna szervezését, egy csoportkört és egyenes kieséses szakaszt rendeztek; 60 csapatot 12 öt csapatos csoportba osztottak szét, majd a legjobb 16 csapat vett részt a kieséses szakaszban, melyet oda-visszavágós rendszerben rendeztek meg (beleértve a döntőket is). A két döntő győztese bejutott az UEFA-kupába. 1996-ban és 1997-ben csak a 12 csoportelső jutott tovább az egyenes kieséses szakaszba, ám ekkor már három döntőt rendeztek. A nemzetek UEFA-együtthatója határozta meg, hogy mennyi indulási jogot biztosítottak egy ország számára.
A csoportkört az 1998-as kiírástól törölték el, innentől kezdve egyenes kieséses lebonyolításban rendezték meg a tornát. A sikeresebb nemzetek klubjai a torna későbbi szakaszában kapcsolódtak be a küzdelembe. Ez a lebonyolítási mód 2005-ig volt érvényben.
A 2006-os tornától kezdve három fordulót rendeztek a korábbi öttel szemben, és tizenegy győztest avattak, akik a harmadik körben megnyerték a párharcukat, s így az UEFA-kupa 2. selejtezőfordulójába kvalifikálták magukat. Az 1960-as évek óta először fordult elő, hogy a győztes csapat (amelyik a legtovább jutott az UEFA-kupában) ténylegesen egy kupát kapott. Az első győztes a Newcastle United lett, amely a 2006-os tornát úgy nyerte meg, hogy a 2006–2007-es UEFA-kupában a másik tíz továbbjutott csapat közül a legtovább jutott.
Minden nemzetből csak egy csapat indulhatott a kupában. Azonban több nemzet nem élt indulási jogával, amit így másik országoknak adtak át a szervezők. Az indulók kilétét minden ország saját szövetsége határozta meg. A gyengébb szövetségek csapatai már az első fordulóban játszottak, a középerősek a második körben csatlakoztak a mezőnyhöz, míg a legerősebb szövetségek csapatai csak a harmadik fordulóban kapcsolódtak be a küzdelmekbe.

## Győztesek

### 2006–2008
Az alábbi lista mind a tizenegy csapatot tartalmazza, amelyek megnyerték a harmadik fordulóban rendezett mérkőzésüket, és így kvalifikálták magukat az UEFA-kupába. A végső győztesek (amelyek a legtovább jutottak az UEFA-kupában, illetve a legjobb teljesítményt nyújtották) félkövérrel vannak jelölve.
| Év   | Végső győztes    | 3. fordulós győztesek | 3. fordulós győztesek | 3. fordulós győztesek | 3. fordulós győztesek | 3. fordulós győztesek |
| ---- | ---------------- | --------------------- | --------------------- | --------------------- | --------------------- | --------------------- |
| 2008 | Braga            | Aston Villa           | Deportivo La Coruña   | Stuttgart             | Rosenborg             | Napoli                |
| 2008 | Braga            | Rennes                | Vaslui                | Elfsborg              | Grasshoppers          | Sturm Graz            |
| 2007 | Hamburg          | Atlético Madrid       | Aalborg               | Sampdoria             | Blackburn Rovers      | Lens                  |
| 2007 | Hamburg          | UD Leiria             | Rapid Vienna          | Hammarby              | Oţelul Galaţi         | Tobil                 |
| 2006 | Newcastle United | Auxerre               | Grasshoppers          | Odense                | Marseille             | Hertha                |
| 2006 | Newcastle United | Kayserispor           | Ethnikósz Áhnasz      | Twente                | Ried                  | Maribor               |

### 1995–2005
Két mérkőzésen dőlt el a párharc, így az összesített eredmény van feltüntetve.
| Év   | Győztes             | Döntős                   | Összesített eredmény          |
| ---- | ------------------- | ------------------------ | ----------------------------- |
| 2005 | Hamburg             | Valencia                 | 1–0                           |
| 2005 | Lens                | CFR Cluj                 | 4–2                           |
| 2005 | Marseille           | Deportivo de La Coruña   | 5–3                           |
| 2004 | Lille               | UD Leiria                | 2–0 (hosszabbítás után)       |
| 2004 | Schalke             | Slovan Liberec           | 3–1                           |
| 2004 | Villarreal          | Atlético Madrid          | 2–2 (büntetőkkel: 3–1)        |
| 2003 | Schalke             | SV Pasching              | 2–0                           |
| 2003 | Villarreal          | Heerenveen               | 2–1                           |
| 2003 | Perugia             | Wolfsburg                | 3–0                           |
| 2002 | Málaga              | Villarreal               | 2–1                           |
| 2002 | Fulham              | Bologna                  | 5–3                           |
| 2002 | Stuttgart           | Lille                    | 2–1                           |
| 2001 | Aston Villa         | Basel                    | 5–2                           |
| 2001 | Paris Saint-Germain | Brescia                  | 1–1 (idegenben lőtt góllal)   |
| 2001 | Troyes              | Newcastle United         | 4–4 (idegenben lőtt gólokkal) |
| 2000 | Udinese             | Sigma Olomouc            | 6–4                           |
| 2000 | Celta de Vigo       | Zenyit Szankt-Petyerburg | 4–3                           |
| 2000 | Stuttgart           | Auxerre                  | 3–1                           |
| 1999 | Montpellier         | Hamburg                  | 2–2 (büntetőkkel: 3–0)        |
| 1999 | Juventus            | Stade Rennais            | 4–2                           |
| 1999 | West Ham United     | Metz                     | 3–2                           |
| 1998 | Valencia            | Austria Salzburg         | 4–1                           |
| 1998 | Werder Bremen       | Vojvodina                | 2–1                           |
| 1998 | Bologna             | Ruch Chorzów             | 3–0                           |
| 1997 | Bastia              | Halmstads                | 2–1                           |
| 1997 | Lyon                | Montpellier              | 4–2                           |
| 1997 | Auxerre             | Duisburg                 | 2–0                           |
| 1996 | Karlsruhe           | Standard Liège           | 3–2                           |
| 1996 | Guingamp            | Rotor Volgográd          | 2–2 (idegenben lőtt góllal)   |
| 1996 | Silkeborg           | Segesta                  | 2–2 (idegenben lőtt gólokkal) |
| 1995 | Strasbourg          | Tirol Innsbruck          | 7–2                           |
| 1995 | Bordeaux            | Karlsruhe                | 4–2                           |

### 1967–1994
Ebben az időszakban nem volt győztese a tornának, csupán a csoportelsők jutottak tovább.
| 1960-as évek |      |      |      |      |      |      |      | 1967 | 1968 | 1969 |
| 1970-es évek | 1970 | 1971 | 1972 | 1973 | 1974 | 1975 | 1976 | 1977 | 1978 | 1979 |
| 1980-as évek | 1980 | 1981 | 1982 | 1983 | 1984 | 1985 | 1986 | 1987 | 1988 | 1989 |
| 1990-es évek | 1990 | 1991 | 1992 | 1993 | 1994 |      |      |      |      |      |

### 1961–1967
Két mérkőzésen dőlt el a párharc, így az összesített eredmény van feltüntetve, kivéve ahol megjegyzés szerepel az eredmény után.
| 1966–1967 | Eintracht Frankfurt | Inter Bratislava | 4–3  |
| 1965–1966 | Lokomotive Leipzig  | IFK Norrköping   | 4–1  |
| 1964–1965 | Polonia Bytom       | SC Leipzig       | 5–4  |
| 1963–1964 | Slovnaft Bratislava | Polonia Bytom    | 1–0* |
| 1962–1963 | Slovnaft Bratislava | Calcio Padova    | 1–0* |
| 1961–1962 | AFC Ajax            | Feyenoord        | 4–2* |
| * – Egy mérkőzéses döntők (beleértve az 1962–63-as kiírást, ami nem hivatalos források szerint oda-visszavágós volt) |                     |                  |      |

A Slovnaft Bratislava megegyezik az Inter Bratislava csapatával (átnevezték), míg az SC Leipzig szintén átnevezést követően szerepelt Lokomotive Leipzig néven.

### Győztesek nemzetenként
2006-tól az utolsó forduló nem Döntő néven szerepelt, helyette Harmadik forduló elnevezéssel illeték. Ráadásul ettől kezdődően tizenegy győztese volt a tornának, szemben a régi rendszerrel, amikor három győztest avattak. A végső győztes az a klub lett, amely a legtovább maradt az UEFA-kupa mezőnyében. 2006-tól kezdődően a harmadik fordulós győztesek és vesztesek is szerepelnek a táblázatban. A félkövérrel jelölt csapatok az összesített győztesek.
| Nemzet        | Győzelmek | Ezüstérmek | Győztes klubok | Ezüstérmes klubok                                                               |
| ------------- | --------- | ---------- | --- | ------------------------------------------------------------------------------- |
| Franciaország | 16        | 5          | Auxerre (2), Bastia, Bordeaux, Guingamp, Lens (2), Lille, Lyon, Marseille (2), Montpellier, PSG, Rennes, Strasbourg, Troyes | Auxerre, Lille, Metz, Montpellier, Rennes                                       |
| Németország   | 11        | 4          | Frankfurt, Hamburg (2), Hertha, Karlsruhe, Schalke 04 (2), Stuttgart (3), Werder Bremen                                     | Duisburg, Hamburg, Karlsruhe, Wolfsburg                                         |
| Spanyolország | 7         | 5          | Celta Vigo, Malaga, Valencia, Villarreal (2), Atlético de Madrid, Deportivo                                                 | Atlético de Madrid, Deportivo, Valencia, Villarreal (2)                         |
| Olaszország   | 6         | 3          | Bologna, Juventus, Napoli, Perugia, Sampdoria, Udinese                                                                      | Bologna, Brescia, Padova                                                        |
| Anglia        | 6         | 1          | Aston Villa (2), Blackburn, Fulham, Newcastle, West Ham                                                                     | Newcastle                                                                       |
| Ausztria      | 3         | 3          | Rapid Vienna, SV Ried, SK Sturm Graz                                                                                        | FC Tirol Innsbruck, SV Pasching, SV Austria Salzburg                            |
| Dánia         | 3         | 1          | Aalborg, Odense, Silkeborg                                                                                                  | Odense                                                                          |
| Hollandia     | 2         | 4          | Ajax, Twente | Feyenoord, Heerenveen, NAC, Utrecht                                             |
| Románia       | 2         | 3          | Oţelul Galaţi, FC Vaslui | CFR Cluj, Farul Constanţa, Gloria Bistriţa                                      |
| Svédország    | 2         | 3          | Elfsborg, Hammarby | Halmstads, IFK Norrköping, Kalmar FF                                            |
| Csehszlovákia | 2         | 1          | Inter Bratislava (2) | Inter Bratislava                                                                |
| Portugália    | 2         | 1          | Braga, Leiria | Leiria                                                                          |
| Svájc         | 2         | 1          | Grasshoppers (2) | Basel                                                                           |
| Lengyelország | 1         | 2          | Polonia Bytom | Polonia Bytom, Ruch Chorzów                                                     |
| Törökország   | 1         | 2          | Kayserispor | Sivasspor, Trabzonspor                                                          |
| NDK           | 1         | 1          | Lokomotive Leipzig | Lokomotive Leipzig                                                              |
| Norvégia      | 1         | 1          | Rosenborg | Lillestrøm                                                                      |
| Ciprus        | 1         |            | Ethnikósz Áhnasz |                                                                                 |
| Kazahsztán    | 1         |            | Tobil FK |                                                                                 |
| Szlovénia     | 1         |            | NK Maribor |                                                                                 |
| Oroszország   |           | 5          | | FK Moszkva, FK Szaturn, Rotor Volgográd, Rubin Kazány, Zenyit Szankt-Petyerburg |
| Belgium       |           | 3          | | Gent (2), Standard Liége                                                        |
| Görögország   |           | 3          | | AÉ Láriszasz, ÓFI, Panióniosz                                                   |
| Ukrajna       |           | 3          | | Dnyipro Dnyipropetrovszk, Csornomorec Odesza, SZK Tavrija Szimferopol           |
| Bulgária      |           | 2          | | Cserno More Varna, PFK Csernomorec Burgasz                                      |
| Csehország    |           | 2          | | Sigma Olomouc, Slovan Liberec                                                   |
| Izrael        |           | 2          | | Makkabi Petáh Tikva, Bnei Sahnin                                                |
| Moldova       |           | 2          | | Dacia Chişinău, FC Tiraspol                                                     |
| Szerbia       |           | 2          | | Vojvodina, Hajduk Kula                                                          |
| Azerbajdzsán  |           | 1          | | Neftçi                                                                          |
| Horvátország  |           | 1          | | Segesta                                                                         |
| Magyarország  |           | 1          | | Budapest Honvéd FC                                                              |
| Litvánia      |           | 1          | | FK Vėtra                                                                        |
| Lettország    |           | 1          | | FK Rīga                                                                         |
| Skócia        |           | 1          | | Hibernian                                                                       |

## Lásd még
- UEFA-bajnokok ligája
- UEFA-kupa
- UEFA-szuperkupa

## Külső hivatkozások
- Hivatalos honlap (angolul)
- Eredmények az rsssf.com-on (angolul)
- intertoto-cup.com Archiválva 2004. április 10-i dátummal a Wayback Machine-ben (angolul)
- Eredmények a Nemzeti Sport Online-on (magyarul)